# Secretaría General de Consumo y Juego
La Secretaría General de Consumo y Juego (SGCJ) de España es el órgano directivo del Ministerio de Derechos Sociales, Consumo y Agenda 2030 al que corresponde el impulso y coordinación de la política del Gobierno de la Nación en lo referente a la promoción de las políticas de consumo y ordenación del juego, con atención a la garantía de los derechos constitucionales y del interés general.
Corresponde también a la Secretaría General la coordinación entre los órganos directivos que dependen de ella, así como el impulso de la cooperación institucional interterritorial y la participación en los organismos internacionales y de la Unión Europea correspondientes por razón de la materia, sin perjuicio de las funciones de coordinación de la Dirección General de Agenda 2030.

## Historia
Este órgano se crea por primera vez, integrado en el Ministerio de Sanidad y Consumo, por Real Decreto 3152/1981, de 29 de diciembre, como Subsecretaría para el Consumo, reemplazando a la Secretaría de Estado para el Consumo. Posteriormente, por Real Decreto-ley 22/1982, de 7 de diciembre, se reformó la Administración, pasando las subsecretarías que no fueran la del departamento a denominarse secretarías generales, con el mismo nivel orgánico. En esta etapa, en 1983, se traspasaron a la Comunidad Autónoma de Cataluña las materias de defensa del consumidor y del usuario. Fue suprimida en 1986, pasando sus funciones a la Subsecretaría del Departamento.
En 1990 se restablece la Secretaría General de Consumo, dependiendo de esta lo relativo a salud pública y consumo, a través de la Dirección General de Salud Alimentaria y Protección de los Consumidores,  que abarcaba la información epidemiológica, promoción de la salud y prevención de enfermedades, sanidad exterior, control sanitario del medio ambiente, establecer los requisitos higiénico-sanitarios de los alimentos y de los productos de uso y consumo humano, brindar poyo científico-técnico a los servicios de salud e instituciones y servicios sanitarios y a los servicios de consumo e información al consumidor de las diferentes Administraciones Públicas. Por este motivo, en junio del año siguiente se renombró como Secretaría General para el Consumo y la Salud Pública.
Desde 1992, las funciones sobre consumidores volvieron a la Subsecretaría del Departamento, donde se mantuvieron y fueron gestionadas por órganos con nivel de Dirección General. Finalmente, en 2012 se vuelve a dar la categoría de subsecretaría a las funciones sobre consumidores al traspasarlas a la Secretaría General de Sanidad que se renombró como Secretaría General de Sanidad y Consumo.
En 2020, se desligan de nuevo sanidad y consumo al crearse el Ministerio de Consumo. Este ministerio se estructura mediante una Secretaría General de Consumo y Juego. Esta Secretaría General asume las funciones sobre derechos de los consumidores y las correspondientes a los juegos de ámbito estatal, tradicionalmente ligadas al Ministerio de Hacienda. La Secretaría General se estructuró mediante dos órganos directivos: la Dirección General de Consumo y la Dirección General de Ordenación del Juego. Tras la disolución de este Departamento, sus funciones y órganos pasaron al Ministerio de Derechos Sociales, Consumo y Agenda 2030.

## Funciones
La SGCJ se encarga de:
- La planificación estratégica de las políticas públicas relativas al ámbito competencial en materia de consumo, protección de los consumidores y ordenación del juego del Ministerio de Derechos Sociales, Consumo y Agenda 2030, sin perjuicio de las competencias de la Subsecretaría en la materia.
- La propuesta para la inclusión de los proyectos normativos de competencia de la Secretaría General en el Plan Anual Normativo, a instancia de las Direcciones Generales dependientes, así como la dirección y coordinación del ejercicio de las competencias de las citadas Direcciones Generales y la propuesta y formalización de sus objetivos y planes de actuación.
- El impulso de la cooperación institucional interterritorial y la participación en los organismos internacionales y de la Unión Europea correspondientes por razón de la materia, sin perjuicio de las funciones de dirección y coordinación de la Dirección General de Agenda 2030 en el ámbito de la cooperación internacional
- La coordinación de los órganos directivos pertenecientes a la Secretaría General en el desarrollo y en la aplicación de la normativa europea en materia de protección al consumidor y juego.
- El apoyo a los trabajos, acuerdos y deliberaciones de la Conferencia Sectorial de Consumo a través de la presidencia de la Comisión Sectorial de Consumo.
- La coordinación de políticas y estrategias de actuación que garanticen la información, educación y promoción del consumo y una participación en los juegos de azar responsable y sostenible.
- El impulso y coordinación de políticas públicas de consumo y el fomento de una dieta saludable y sostenible, ofreciendo garantías de seguridad alimentaria e información de calidad a los consumidores y agentes económicos del sector agroalimentario español sin perjuicio y en coordinación con aquellas que corresponden a otros departamentos ministeriales
- La garantía e impulso de los derechos de las personas consumidoras, en especial, de aquellas que puedan encontrarse en situación de vulnerabilidad.
- El impulso y coordinación de políticas de juego seguro, con atención a la garantía de la salud pública y los derechos de las personas en situación de vulnerabilidad, en coordinación y sin perjuicio de las competencias del Ministerio de Sanidad en la materia.
- La realización de campañas institucionales dirigidas a aumentar la información y formación de la ciudadanía en relación con las materias objeto de su competencia.
- La resolución de los procedimientos sancionadores en materia de consumo, en los términos previstos en el Texto refundido de la Ley General para la Defensa de los Consumidores y Usuarios y otras leyes complementarias, aprobado por el Real Decreto Legislativo 1/2007, de 16 de noviembre.

## Estructura
La Secretaría General de Consumo y Juego, con rango de Subsecretaría, se estructura a través de los siguientes órganos:
- La Dirección General de Consumo (DGC).
  - La Subdirección General de Coordinación, Calidad y Cooperación en Consumo.
  - La Subdirección General de Regulación y Derechos de las Personas Consumidoras.
  - La Subdirección General de Inspección y Procedimiento Sancionador.
  - El Centro de Investigación y Control de la Calidad.
- La Dirección General de Ordenación del Juego (DGOJ).
  - La Subdirección General de Regulación del Juego.
  - La Subdirección General de Inspección del Juego.

De la persona titular de la Secretaría General de Consumo y Juego depende directamente el Gabinete Técnico, como órgano de apoyo y asistencia inmediata de su titular, con nivel orgánico de Subdirección General.

### Organismos autónomos
- La Agencia Española de Seguridad Alimentaria y Nutrición (AESAN).

## Secretarios generales
- Luis Mardones Sevilla (1982)[10]
- Miguel Marañón Barrio (1982-1986)[11]
- César Braña Pino (1990-1991)[12]
- Francisco Ortega Suárez (1991-1992)[13]
- Rafael Escudero Alday (2020-2023)[14]
- Bibiana Medialdea García (2023-2024)[15]
- Andrés Barragán Urbiola (2024-presente)[16]